# My coo ca choo
My coo ca choo is een single van Alvin Stardust. Het is afkomstig van zijn album The untouchable.
De single was opgenomen door Peter Shelley (als Alvin Stardust), die net met Michael Levy Magnet Records had opgericht. My coo ca choo was de eerste single van dat platenlabel en werd een onverwacht succes. Shelley had echter geen intentie als artiest op te treden en zocht een “gezicht” voor verdere promotie van die single. Hij vond artiest Bernard William Lewry, die een kleine en korte loopbaan in de muziek kreeg.
My coo ca choo werd een daverend succes, met name in Australië waar het zeven weken op de eerste plaats stond. In Oostenrijk (16 weken met een 2e plaats) en Noorwegen (9 weken met een 4e plaats) verkocht de single ook goed. In Nederland waren de verkoopcijfers aanzienlijk minder.

## Hitnoteringen

### Nederlandse Top 40
| Hitnotering: 16-03-1974 t/m 20-04-1974 | Hitnotering: 16-03-1974 t/m 20-04-1974 | Hitnotering: 16-03-1974 t/m 20-04-1974 | Hitnotering: 16-03-1974 t/m 20-04-1974 | Hitnotering: 16-03-1974 t/m 20-04-1974 | Hitnotering: 16-03-1974 t/m 20-04-1974 | Hitnotering: 16-03-1974 t/m 20-04-1974 | Hitnotering: 16-03-1974 t/m 20-04-1974 |
| Week:                                  | 1                                      | 2                                      | 3                                      | 4                                      | 5                                      | 6                                      |                                        |
| -------------------------------------- | -------------------------------------- | -------------------------------------- | -------------------------------------- | -------------------------------------- | -------------------------------------- | -------------------------------------- | -------------------------------------- |
| Positie:                               | 26                                     | 13                                     | 12                                     | 22                                     | 28                                     | 35                                     | uit                                    |

### NederlandseSingle Top 100
| Hitnotering: 09-02-1974 t/m 06-04-1974 | Hitnotering: 09-02-1974 t/m 06-04-1974 | Hitnotering: 09-02-1974 t/m 06-04-1974 | Hitnotering: 09-02-1974 t/m 06-04-1974 | Hitnotering: 09-02-1974 t/m 06-04-1974 | Hitnotering: 09-02-1974 t/m 06-04-1974 | Hitnotering: 09-02-1974 t/m 06-04-1974 | Hitnotering: 09-02-1974 t/m 06-04-1974 | Hitnotering: 09-02-1974 t/m 06-04-1974 | Hitnotering: 09-02-1974 t/m 06-04-1974 | Hitnotering: 09-02-1974 t/m 06-04-1974 |
| Week:                                  | 1                                      | 2                                      | 3                                      | 4                                      | 5                                      | 6                                      | 7                                      | 8                                      | 9                                      |                                        |
| -------------------------------------- | -------------------------------------- | -------------------------------------- | -------------------------------------- | -------------------------------------- | -------------------------------------- | -------------------------------------- | -------------------------------------- | -------------------------------------- | -------------------------------------- | -------------------------------------- |
| Positie:                               | 29                                     | 27                                     | 29                                     | 30                                     | 22                                     | 18                                     | 11                                     | 14                                     | 22                                     | uit                                    |

### VlaamseRadio 2 Top 30
| Hitnotering: 12-01-1974 t/m 16-03-1974 | Hitnotering: 12-01-1974 t/m 16-03-1974 | Hitnotering: 12-01-1974 t/m 16-03-1974 | Hitnotering: 12-01-1974 t/m 16-03-1974 | Hitnotering: 12-01-1974 t/m 16-03-1974 | Hitnotering: 12-01-1974 t/m 16-03-1974 | Hitnotering: 12-01-1974 t/m 16-03-1974 | Hitnotering: 12-01-1974 t/m 16-03-1974 | Hitnotering: 12-01-1974 t/m 16-03-1974 | Hitnotering: 12-01-1974 t/m 16-03-1974 | Hitnotering: 12-01-1974 t/m 16-03-1974 | Hitnotering: 12-01-1974 t/m 16-03-1974 |
| Week:                                  | 1                                      | 2                                      | 3                                      | 4                                      | 5                                      | 6                                      | 7                                      | 8                                      | 9                                      | 10                                     |                                        |
| -------------------------------------- | -------------------------------------- | -------------------------------------- | -------------------------------------- | -------------------------------------- | -------------------------------------- | -------------------------------------- | -------------------------------------- | -------------------------------------- | -------------------------------------- | -------------------------------------- | -------------------------------------- |
| Positie:                               | 18                                     | 11                                     | 13                                     | 3                                      | 9                                      | 3                                      | 10                                     | 5                                      | 24                                     | 16                                     | uit                                    |